# Skånes-Fagerhult
Skånes-Fagerhult is een plaats in de gemeente Örkelljunga in het Zweedse landschap Skåne en de provincie Skåne län. De plaats heeft 854 inwoners (2005) en een oppervlakte van 157 hectare. Skånes-Fagerhult wordt omringd door zowel landbouwgrond als bos, ook grenst het aan het meer Fedingesjön en het kleine meer Fagerhulta-sjön. Aan het Fedingesjön ligt nabij Skånes-Fagerhult een plaats die is ingericht om er te zwemmen/recreëren. De plaats Örkelljunga ligt zo'n vijftien kilometer ten zuidwesten van het dorp.
Örkelljunga · Skånes-Fagerhult · Åsljunga · Eket · Skånes Värsjö · Boalt · Tockarp